# ويل أنان
ويل أنان (بالإنجليزية: Will Annan)‏ هو لاعب كرة قدم بريطاني في مركز الوسط، ولد في 5 سبتمبر 1996 في Beverley ‏ في المملكة المتحدة. لعب مع هال سيتي.